# Hydrocotyle siamica
Hydrocotyle siamica là một loài thực vật có hoa trong Họ Cuồng. Loài này được Craib mô tả khoa học đầu tiên năm 1911.